# Csővár
Csővár is een plaats (község) en gemeente in het Hongaarse comitaat Pest. Csővár telt 704 inwoners (2001).